# Altán

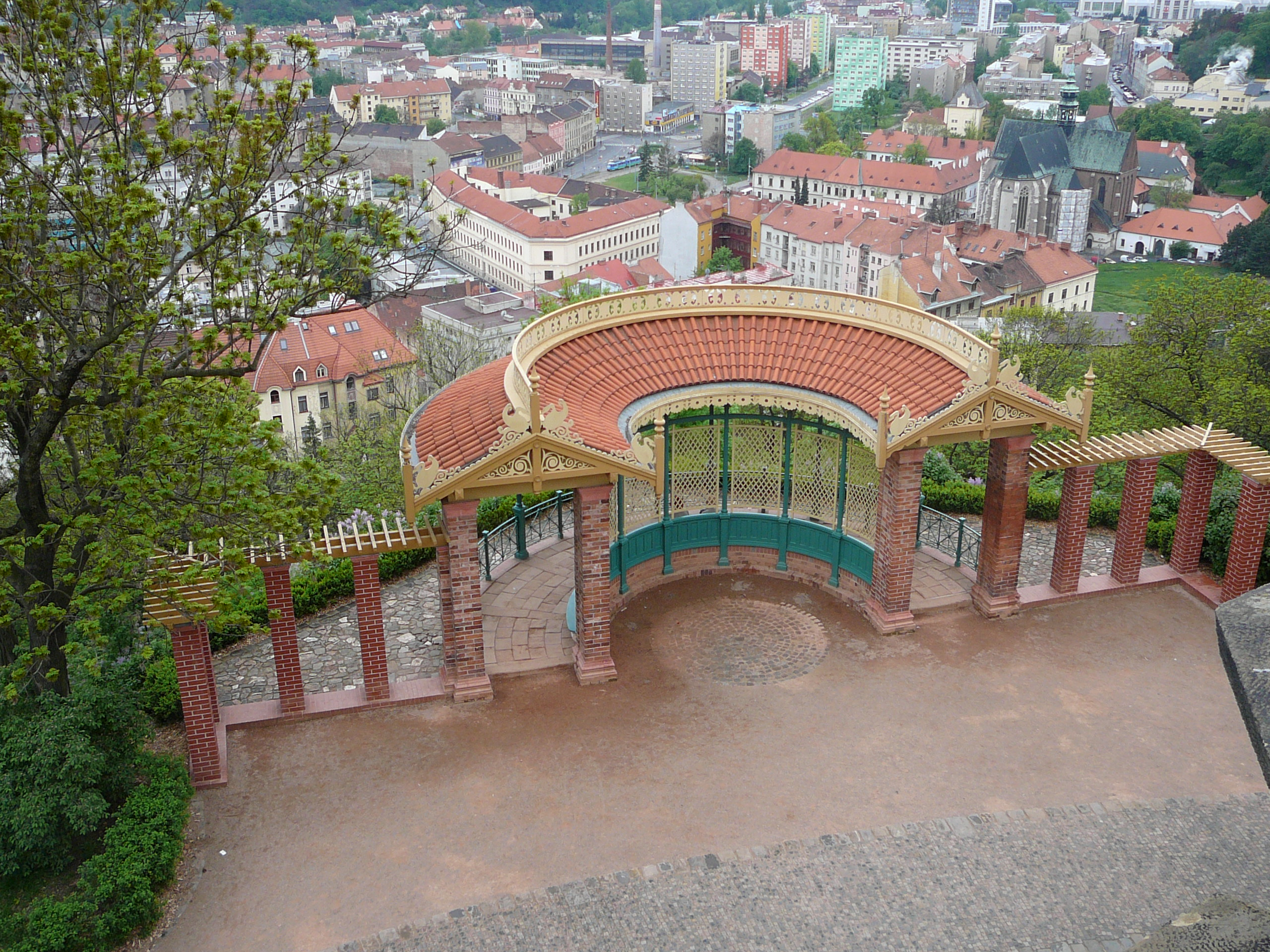
Vyhlídkový altán hradu Špilberk

Altán je obvykle malá ozdobná stavba (jednoduchý přístřešek) umístěná v zahradě nebo v parku určená zejména pro oddech, rekreaci a relaxaci lidí, někdy se jí také říká besídka. Nejjednodušší altány mohou být dřevěné a můžeme se s nimi setkat i ve volné přírodě nejčastěji v nějakých turisticky zajímavých místech, například v místech s krásnou vyhlídkou. Na takovém místě altán může plnit i funkci vyhlídkové terasy apod. Lázeňské altány zase velmi často slouží coby kryté pódium pro vystoupení lázeňských orchestrů. V případě, že si chcete na svém pozemku altán postavit a bude mít zastavěnou plochu do 25 m², není třeba stavební povolení ani ohlášení, musíte však zažádat o územní souhlas nebo rozhodnutí.

## Jiný význam slova
V dalším významu slova se jedná o malou (zpravidla ozdobnou) přístavbu na nějaké větší budově, často ve formě malé věže (věžičky, věžice).[zdroj?]

## Altán v zámecké parkové architektuře
V 18. a 19. století přichází expanzivně do přírodně-krajinářských parků parková architektura. Dle anglických vzorů se budují na českých sídlech též altány, kupříkladu u zámků Veltrusy, Třeboň a Krásný Dvůr.

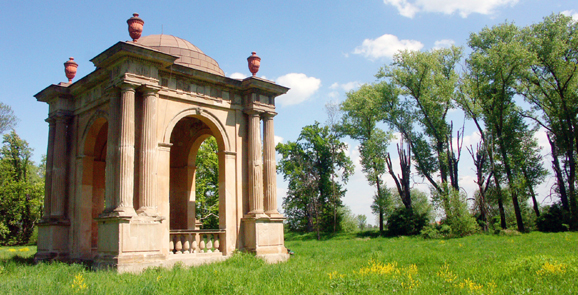
Tereziánský altán ve Veltrusích